# Boturovina
Boturovina település Szerbiában, a Raskai körzet Novi Pazar-i községben.

## Népesség
- 1948-ban 248 lakosa volt.
- 1953-ban 287 lakosa volt.
- 1961-ben 321 lakosa volt.
- 1971-ben 304 lakosa volt.
- 1981-ben 283 lakosa volt.
- 1991-ben 229 lakosa volt.
- 2002-ben 218 lakosa volt, melyből 120 szerb (55,04%) 88 bosnyák (40,36%) és 10 nyem nyilatkozott egyén.